# Instytut Spraw Zagranicznych
Instytut Spraw Zagranicznych (ISZ) – niezależny think tank działający w formie prawnej fundacji w latach 2005-2015. 
Jego założycielami byli: Maciej Konarski, Piotr Marczewski, Damian Suchojad, Paweł Świeżak, Michał Tekliński, Filip Topolewski i Przemysław Wasilewski. 
Prezesem ISZ był Filip Topolewski, a następnie Piotr Chmielewski.
Misją ISZ było rozpowszechnianie wiedzy o świecie i stosunkach międzynarodowych oraz integracja osób zainteresowanych sprawami zagranicznymi i polityką zagraniczną Polski.
Do głównych celów instytucji należało:
- rozpowszechnianie i popularyzacja wiedzy o stosunkach międzynarodowych i polityce zagranicznej RP,
- wspieranie i promowanie działalności naukowo-badawczej w zakresie nauki o stosunkach międzynarodowych,
- stymulowanie społecznej dyskusji na temat polskiej polityki zagranicznej i współczesnych stosunków międzynarodowych.

Swoje statutowe cele ISZ realizował m.in.: 
- będąc wydawcą publikacji książkowych (m.in.: „Broń jądrowa w XXI wieku – klub czy targ atomowy?”, „Zderzenie cywilizacji? Sąd nad teorią Samuela Huntingtona”),
- organizując konferencje i spotkania z ekspertami oraz konkurs na najlepszy esej o stosunkach transatlantyckich,
- prowadząc od 2013 r. Portal Spraw Zagranicznych psz.pl, który od 2003 r. przez początkowe lata działał niezależnie (jego pierwszym redaktorem naczelnym był Piotr Marczewski, a kolejnym Maciej Konarski); następnie wydawcą portalu stała się prywatna firma.

Partnerami ISZ były m.in.: Ministerstwo Spraw Zagranicznych, Centrum Stosunków Międzynarodowych i Ambasada USA w Polsce.